# Serica lepidula
Serica lepidula är en skalbaggsart som beskrevs av Ahrens 2005. Serica lepidula ingår i släktet Serica och familjen Melolonthidae. Inga underarter finns listade i Catalogue of Life.